# Теннисный союз Республики Сербской
Теннисный союз Республики Сербской (серб. Тениски савез Републике Српске) — теннисная организация, отвечающая за развитие тенниса в Республике Сербской, объединяющая все теннисные клубы в стране, проводящая семинары и экзамены для теннисных судей. Штаб находится в Баня-Луке. Президент — Драшко Милинович. Высший орган — Скупщина. Союз организует турниры среди основной возрастной категории, молодёжи в категориях до 18, 16, 14, 12 и 10 лет, а также среди ветеранов.

## Сотрудничество с Сербией
С 27 апреля 2011 года между Теннисным союзом Республики Сербской действует меморандум о сотрудничестве и обмене опытом среди тренеров, игроков и других спортивных деятелей, а также развитии теннисных турниров в Сербии и Республике Сербской. Однако ещё раньше 30 ноября 2009 года в спортивном комплексе «Борик» в Баня-Луке прошёл показательный матч Виктора Троицки и Новака Джоковича, организатором выступило правительство Республики Сербской.

## Теннисные клубы
- Борац (Баня-Лука)
- Баня-Лука[3]
- Братунац
- Младост (Баня-Лука)
- Мечбол (Баня-Лука)
- Элит (Баня-Лука)
- Доктор Младен Стоянович (Приедор)
- Прохема (Брчко)
- Сол (Брчко)
- Ас (Биелина)
- Топ Спин (Биелина)
- Обудовац
- Бонито (Прнявор)
- Србац
- Слобода (Нови-Град)
- Нова-Топола
- Фоча
- Яхорина (Пале)
- Добой
- Мрконич-Град
- Новак (Дервента)